# Dendrolagus dorianus
Espèce
Statut de conservation UICN

 VU A3cd : Vulnérable
Le Dendrolague de Doria (Dendrolagus dorianus) est une espèce de marsupiaux arboricoles endémiques en Nouvelle-Guinée. Il doit son nom en l'honneur du naturaliste italien Giacomo Doria (1840-1913) qui le découvrit.

## Description
Il a une longue et épaisse fourrure brun-rouge. Les oreilles sont noires et la queue brun clair à crème. C'est l'un des plus grands kangourous arboricoles avec une longueur tête-corps allant de 51 à 78 cm et une longueur de queue de 44 à 66 cm. Il pèse de 6,5 à 14,5 kg. Un spécimen sauvage pris au piège pesait 20 kilos ce qui est le record de tous les kangourous arboricoles.

## Mode de vie
Comme les autres kangourous arboricoles, il est actif la nuit et il cherche sa nourriture surtout dans les arbres, mais parfois aussi sur le sol. Des études récentes montreraient qu'il préférerait rester sur la terre. Il se nourrit de feuilles, de fruits, de bourgeons et de fleurs. Bien que l'animal vive en solitaire, à la saison des amours, les couples passent une semaine ensemble. Après une période de gestation d'environ 30 jours, le jeune dendrolague rejoint une tétine dans la poche placentaire maternelle où il reste 10 mois.

## Répartition
Cette espèce est endémique de Nouvelle-Guinée. Elle se rencontre dans les forêts tropicales des montagnes et vallées du centre, de l'ouest et du sud-est de l'île entre 600 et 3 650 m d'altitude.
Par suite de l'exploitation forestière, de la déforestation illégale et du braconnage, le Dendrolague de Dorian est une espèce en danger.

## Liste des sous-espèces
Selon Mammal Species of the World (version 3, 2005)  (9 avril 2015) :
- Dendrolagus dorianus dorianus Ramsay, 1883
- Dendrolagus dorianus mayri Rothschild & Dollman, 1933.
- Dendrolagus dorianus notatus Matschie, 1916

## Publication Originale
- (en) Ramsay, 1883 : Contributions to the zoology of New Guinea (part VII). Proceedings of the Linnean Society of New South Wales, vol. 8, p. 15-29 (texte intégral).